# Marcel Coquillaud
Marcel Coquillaud est un homme politique français né le 29 janvier 1898 à Genouillé (Vienne) et décédé le 1er avril 1939 à Loudun (Vienne).

## Biographie
Diplômé d'études supérieures en lettres, il est enseignant au collège de Civray. Il est député de la Vienne de 1936 à 1939, inscrit au groupe de la Gauche démocratique indépendante. 
Intéressé par la Préhistoire, il fouille les grottes du Chaffaud et publie en 1926 le Répertoire archéologique de l'arrondissement de Civray, par ordre alphabétique des communes, époque préhistorique et gallo-romaine. 

## Sources
- « Marcel Coquillaud », dans le Dictionnaire des parlementaires français (1889-1940), sous la direction de Jean Jolly, PUF, 1960 [détail de l’édition]